# La Motte-Chalancon
La Motte-Chalancon je naselje in občina v jugovzhodnem francoskem departmaju Drôme regije Rona-Alpe. Leta 2006 je naselje imelo 526 prebivalcev.

## Geografija
Kraj leži v pokrajini Daufineji ob reki Oule, 86 km jugovzhodno od Valence.

## Uprava
La Motte-Chalancon je sedež istoimenskega kantona, v katerega so poleg njegove vključene še občine Arnayon, Bellegarde-en-Diois, Brette, Chalancon, Establet, Gumiane, Pradelle, Rochefourchat, Rottier, Saint-Dizier-en-Diois, Saint-Nazaire-le-Désert in Volvent z 978 prebivalci.
Kanton Motte-Chalancon je sestavni del okrožja Die.
1. ↑  »Populations légales 2016«. Nacionalni inštitut za statistične in gospodarske raziskave. Pridobljeno 25. aprila 2019.